# عبد الحكيم بنشماش
عبد الحكيم بنشماش والمعروف بحكيم بنشماس (مواليد 12 سبتمبر 1963م، بني بوعياش) سياسي وأستاذ جامعي مغربي ترأس مقاطعة يعقوب المنصور في الرباط، أكبر جماعة في المغرب، ودخل كبرلماني إلى الغرفة الثانية، بعد انتمائه لحزب الأصالة والمعاصرة، الذي يعتبر من بين أبرز مهندسي بنائه. وفي 13 أكتوبر 2015 تم تنصيبه على رئاسة مجلس المستشارين.

## مسيرته
ولد عبد الحكيم بنشماش في منطقة بني بوعياش بالريف سنة 1963، وبالضبط بعد حوالي 11 شهرا من خروج والده من السجن، حيث كان من ضحايا الاعتقال التعسفي لما يزيد عن خمس سنوات، في سياق انتفاضة الريف 1958-1959. ترعرع في حضن أسرة فقيرة بإمكانيات لم تساعده على إتمام دراسته الابتدائية، فالتحق بالتعليم الأصيل، حيث دراسة علوم الدين والقرآن، فأكسبه في ما بعد منهجية التحليل وفن الخطابة، فأهله للانخراط في الحركة التلاميذية. خلال فترة دراسته الثانية بالحسيمة، تعاطف مع الشبيبة الاتحادية، وكان يحضر بعض أنشطتها، إلى أن اجتاز امتحانات الباكالوريا من التعليم الأصيل بنجاح، مما خول له الالتحاق بالجامعة.
انخرط حكيم بنشماس في نضالات الحركة الطلابية في إطار الاتحاد الوطني لطلبة المغرب بالجامعة، وكان ينتمي لفصائل يسارية متطرفة. وكانت له علاقة وطيدة بأخيه الأكبر المنفي أنذاك بهولندا الذي كان بدوره، في اتصال بالفقيه البصري وتيار «الاختيار الثوري».
، وأصبح يساريا قياديا في فصيل الطلبة القاعديين، إلى أن تم اعتقاله اعتقل خلال أحداث 1984 بالمغرب، وأمضى سنتين بالسجن المحلي لمدينة وجدة
وقد صرح في نص شهادته لهيئة الإنصاف والمصالحة: «أمضيت في السجن المدني بوجدة الرهيب، رفقة حوالي 190 طالبا، سنتين من السجن، وكان يفترض أن أمضي أكثر من سنتين.. فبفضل تدخل بعض أفراد عائلتي، ممن تربطهم علاقة مع شخصية نافذة في الدولة، أمضيت فقط سنتين». بعد ذلك واصل دراسته بكلية الحقوق، وابتعد عن السياسة إلى أن نال إجازته. وبعد زلزال الحسيمة في فبراير 2004، اقتنع بالانخراط في العمل السياسي وهو برفقة إلياس العماري، الذي كان أنذاك يلعب بعض الأدوار في المجتمع المدني المحلي لإيجاد حلول للساكنة.

### حزب الأصالة والمعاصرة
اختار إلياس العمري صديقه حكيم بنشماش ليكون من بين الأعضاء الإحدى عشر المؤسسين لـ «حركة لكل الديمقراطيين»، التي سينبثق منها حزب الأصالة والمعاصرة لاحقا، مما سيجعله ينقل أنشطته السياسية والتدريسية من مكناس إلى الرباط، حيث عين بكلية الحقوق السويسي، فاستنتجد بوزير التربية الوطنية والتعليم العالي وتكوين الأطر والبحث العلمي آنذاك أحمد اخشيشن للضغط من أجل تعيينه أستاذا بكلية الحقوق السويسي بالرباط. وانخرط بنشماس في تأسيس جمعية الريف للتضامن والتنمية، التي كان يرأسها إلياس العماري.
وفي اجتماع بتطوان صيف 2007، التقت 25 شخصية سياسية من بينهم عبد الحكيم بنشماس، تم تأسيس حزب جديد إختار له فؤاد عالي الهمة اسم "الأصالة والمعاصرة"، وأسند للناشط الماركسي السابق حسن بنعدي مهمة الأمين العام في حين تقلد الهمة منصب نائب الأمين العام المكلف بالعلاقات العامة. فتسلق بنشماس بسرعة داخل الحزب، وانتخب رئيسا لأكبر جماعة سكانية في الرباط بحي يعقوب المنصور، واختاره رفاقه ليترأس مجلس الحزب ليخلف محمد الشيخ بيد الله. وفي 13 أكتوبر 2015 تم انتخابه لرئاسة مجلس المستشارين بعد حصوله على 58 صوتا بفارق صوت واحد على منافسه عبد الصمد قيوح.